# سيركيت
سيركيت (بالإنجليزية:Cirkut) هو منتج وكاتب أغاني كندي وإسمه الحقيقي ''هنري راسل والتر'' (بالإنجليزية:Henry Russell Walter) ولد في 23 أبريل 1986 بمدينة هاليفاكس بكندا. إشتهر بإنتاجه لعدة أغاني موسيقية شهيرة لعدة فنانين منهم كاتي بيري، ليدي قاقا، شارلي إكس سي إكس..وغيرهم.
ولد والتر ونشأ في هاليفاكس، نوفا سكوشا وانتقل إلى تورنتو في عام 2004. شارك في إنتاج أغنية بريتني سبيرز ”Mmm Papi“ التي ظهرت في ألبومها ”Circus“ عام 2008.
افتتح والتر استوديوهات الخاص به دريم هاوس في تورنتو. ثم انتقل بعد ذلك إلى لوس أنجلوس بكاليفورنيا  وشارك في إنتاج أغنية ”Part of Me“، وهي الأغنية الرئيسية لفيلم كاتي بيري الموسيقي الذي أنتجته كاتي بيري عام 2012: جزء مني(Part of me).
وكان والتر أيضًا مسؤولاً عن إنتاج أغنية ”High for This“ لمغني الكندي ذا ويكند وشارك في كتابة أغنيتها. وفي عام 2016، شارك في إنتاج وكتابة 9 أغانٍ في ألبوم ذا ويكند ”ستار بوي“.

## ترشيحات والجوائز
| السنة | الألبوم/الأغنية شارك في إنتاجه(ها) | نوع الجائزة                        | النتيجة |
| ----- | ---------------------------------- | ---------------------------------- | ------- |
| 2014  | Roar (أغنية)                       | جائزة غرامي لأغنية العام           | رشح     |
| 2018  | Starboy (ألبوم)                    | جائزة غرامي لأفضل ألبوم حضري معاصر | فوز     |
| 2022  | Donda (ألبوم)                      | جائزة غرامي لألبوم العام           | رشح     |
| 2024  | Higher than Ever Before (أغنية)    | جائزة غرامي لأفضل تسجيل رقص        | رشح     |
| 2025  | Brat (ألبوم)                       | جائزة غرامي لألبوم العام           | رشح     |
| 2025  | 360 (أغنية)                        | جائزة غرامي لتسجيل العام           | رشح     |

## قائمة المراجع
1. ↑  قاعدة بيانات الأفلام على الإنترنت (بالإنجليزية), QID:Q37312
2. ↑  Star, Toronto (30 Jun 2025). "Breaking News - Headlines & Top Stories | The Star". Toronto Star (بالإنجليزية). Archived from the original on 2025-06-30. Retrieved 2025-06-30.
3. ↑  "The Dreamhouse ? Music School ? exclaim.ca". مؤرشف من الأصل في 2013-04-03. اطلع عليه بتاريخ 2025-06-30.
4. ↑  "Wayback Machine" (PDF). cache.umusic.com. مؤرشف من الأصل (PDF) في 2023-07-25. اطلع عليه بتاريخ 2025-06-30.
5. ↑  "Henry Russell Walter | Artist | GRAMMY.com". grammy.com. مؤرشف من الأصل في 2025-01-20. اطلع عليه بتاريخ 2025-06-30.

## وصلات خارجية
- سيركيت على قاعدة بيانات الأفلام الأنترنت (بالإنجليزية)
- سيركيت على موقع أول ميوزك (بالإنجليزية)
- سيركيت على موقع ديسكورز (بالإنجليزية)
- سيركيت على موقع جينيس (بالانجليزية)